# Сегаж (Алба)
Сегаж (рум. Segaj) насеље је у Румунији у округу Алба у општини Видра. Општина се налази на надморској висини од 948 m.

## Становништво
Према подацима из 2002. године у насељу је живело 26 становника, од којих су сви румунске националности.